# الساحل الشمالي (مطروح)
قرية الساحل الشمالي هي إحدى القرى التابعة لمركز الحمام في محافظة مطروح في جمهورية مصر العربية. حسب إحصاءات سنة 2018، بلغ إجمالي السكان في الساحل الشمالي 71 نسمة، منهم 38 رجل و 33 امرأةو تعتبر أقل قرية سكانا في محافظة مطروح.